# Zhouzhuang
Zhouzhuang (chiń. 周庄; pinyin Zhōuzhuāng) – gmina miejska (镇) w prowincji Jiangsu w Chinach. Znajduje się na obszarze administracyjnym miasta Kunshan, 30 km na południowy wschód od centrum miasta Suzhou. Według danych na rok 2010 miejscowość zamieszkiwało 28 599 osób, a gęstość zaludnienia wyniosła 731,5 os./km².
Zhouzhuang jest popularnym miejscem turystycznym, sklasyfikowanym jako malowniczy obszar AAAAA przez Chińską Narodową Administrację Turystyki. Jest to jedno z najsłynniejszych miasteczek wodnych w Chinach, znane ze swojego głębokiego tła kulturowego, dobrze zachowanych starożytnych domów mieszkalnych i eleganckich widoków na wodę. Nazywane jest „Wenecją Wschodu”.

## Demografia
Ludność według grup wiekowych na rok 2010:
| Wiek                                | 0–14 lat | 15–64 lata | 65+ lat |
| ----------------------------------- | -------- | ---------- | ------- |
| Liczba osób w danej grupie wiekowej | 2217     | 23 096     | 3286    |

Struktura płci na rok 2010:
| Płeć                         | Mężczyźni | Kobiety |
| ---------------------------- | --------- | ------- |
| Liczba osób w danej płci     | 14 020    | 14 579  |
| Liczba osób w danej płci w % | 49        | 51      |

## Klimat
Klimat jest wilgotny. Średnia temperatura wynosi 16 °C. Najcieplejszym miesiącem jest sierpień (26 °C), a najzimniejszym miesiącem jest styczeń (4 °C). Średnie opady wynoszą 1661 milimetrów rocznie. Najbardziej wilgotnym miesiącem jest czerwiec (221 milimetrów opadów), a najbardziej suchym miesiącem jest grudzień (59 milimetrów opadów). 